# Ceraclea excisa
Ceraclea excisa là một loài Trichoptera trong họ Leptoceridae. Loài này được tìm thấy ở miền Cổ bắc và miền Tân bắc.